# Alvedro
Alvedro es una localidad del municipio de Culleredo, en la provincia de La Coruña, España. Pertenece a la parroquia de Almeiras. En 2016 tenía una población de 371 habitantes.
Es conocida por encontrarse en sus inmediaciones el aeropuerto de La Coruña, conocido también por este motivo como aeropuerto de Alvedro. En la zona también se encuentran las instalaciones abandonadas del antiguo Aeroclub de Alvedro.
En la localidad también se encontraba el pazo de Os Vales, construido en 1722 y trasladado en 2011 por Aena a la parroquia de Pravio, en el municipio de Cambre (a 5 kilómetros de distancia), ya que se encontraba en una zona afectada por la expansión del aeropuerto.